# Синяк подорожниковий
Синяк подорожниковий (Echium plantagineum) — вид рослин родини шорстколисті (Boraginaceae). Видовий епітет вказує на схожість листя з родом Plantago.

## Морфологія
Це однорічна або дворічна трав'яниста рослина, яка може досягати 70 см у висоту з розгалуженням стебел і з грубим, волохатим, ланцетним листям до 14 см завдовжки. Квітки фіолетові чи пурпурно-рожеві, завдовжки 15–20 мм. Горішки 2.5–3 × 2–2.2 мм, помітно горбкуваті.

## Поширення, біологія
Північна Африка: Алжир; [пн.] Єгипет; Лівія [пн.]; Марокко; Туніс. Азія: Кіпр; Ізраїль; Йорданія; Ліван; Сирія; Туреччина; Грузія. Європа: Велика Британія; Німеччина; Україна — Крим; Албанія; Болгарія; Хорватія; Греція [вкл. Крит]; Італія [вкл. Сардинія, Сицилія]; Словенія; Франція [вкл. Корсика]; Португалія [вкл. Мадейра]; Гібралтар; Іспанія [вкл. Балеарські острови, Канарські]. Це також інвазивний вид та шкідник на більшості площ південної Австралії. Росте на рівнинах уздовж доріг і пусток, любить повне сонце, терпить півтінь.

## Використання
Сік використовується в косметиці як ефективний пом'якшувальний засіб для делікатної й почервонілої шкіри. Свіжі припарки лікують фурункули. Корінь дає червону фарбу для тканин.
Період цвітіння залежно від регіону і клімату, з лютого по липень.

## Галерея

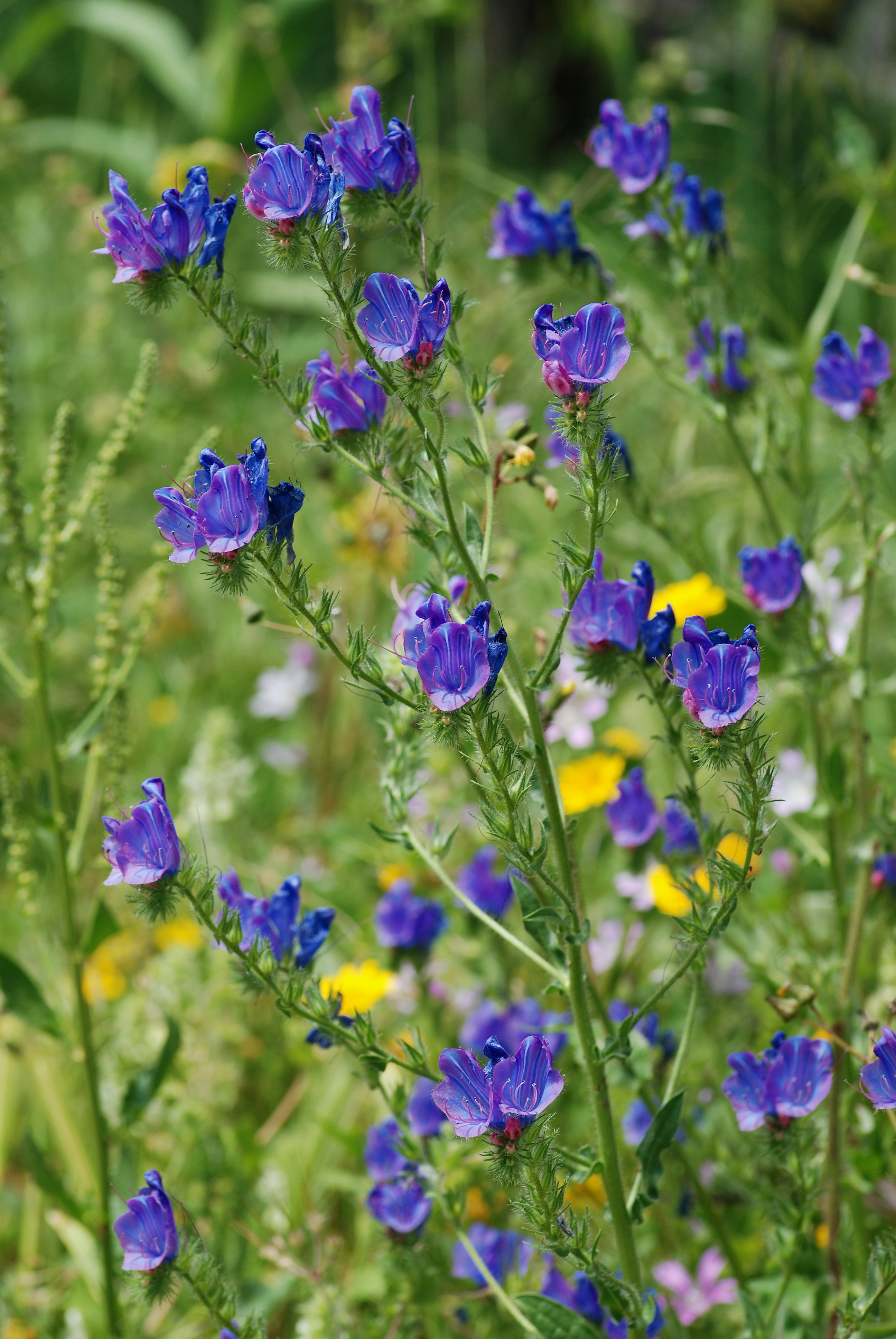
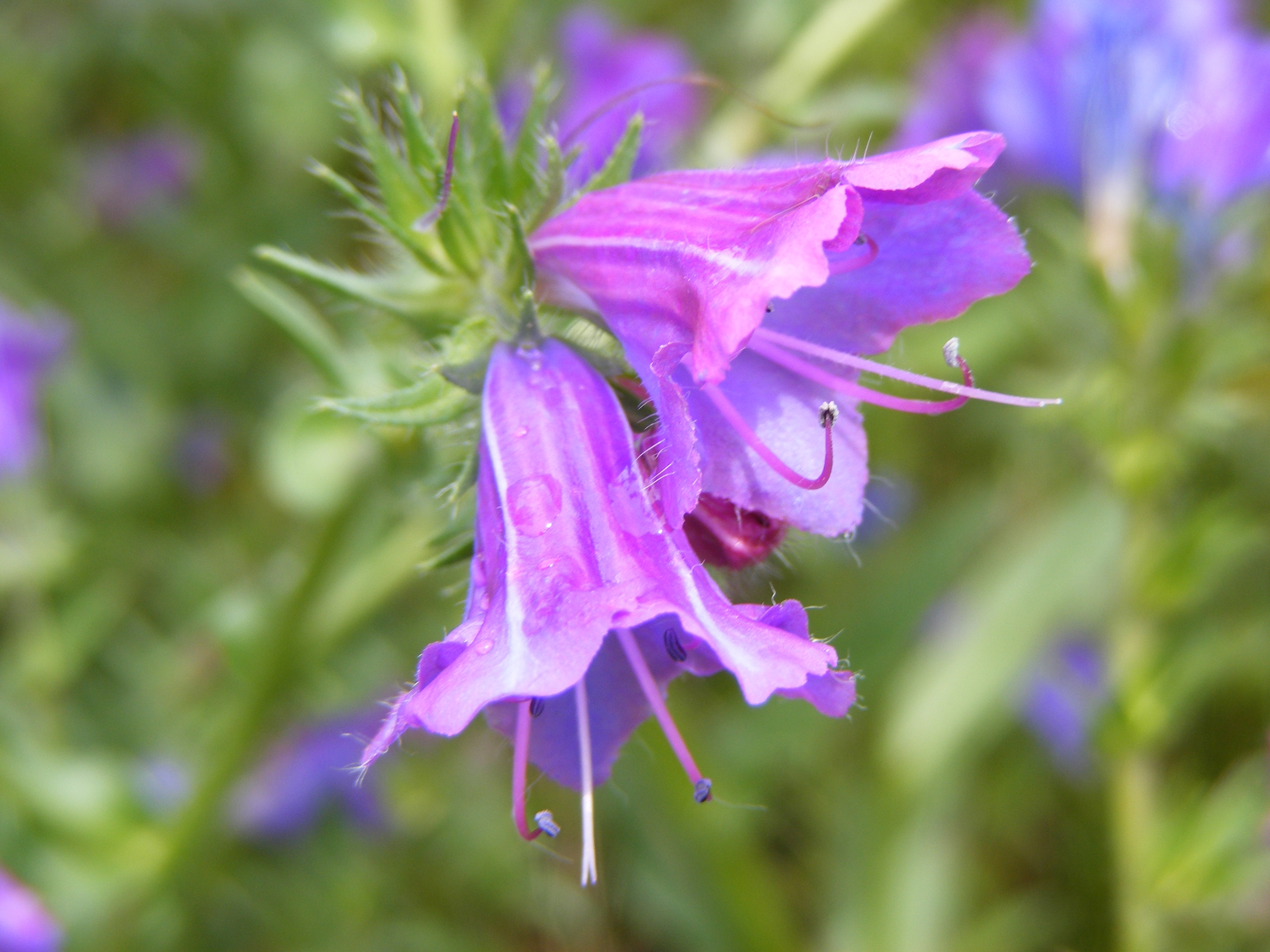
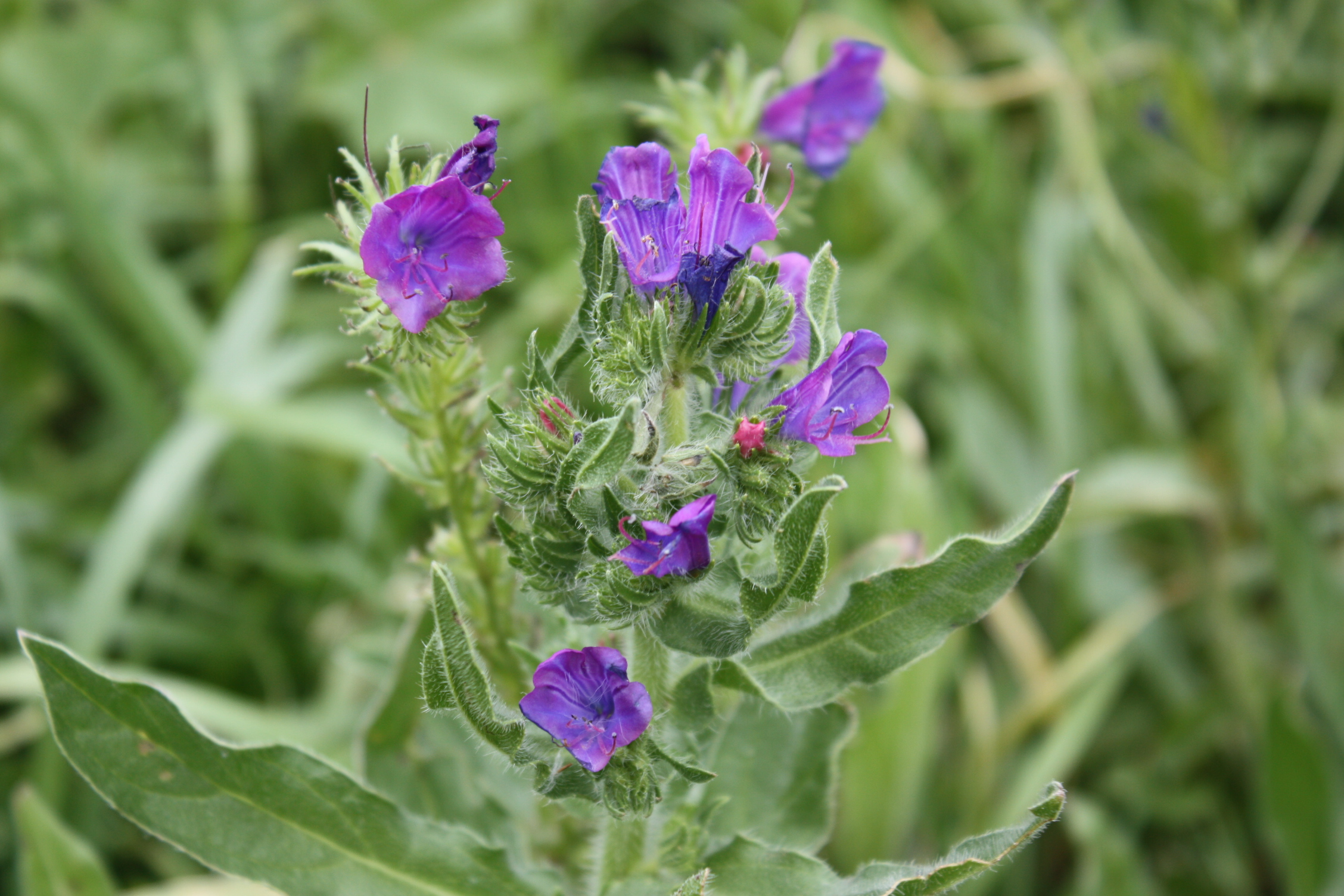
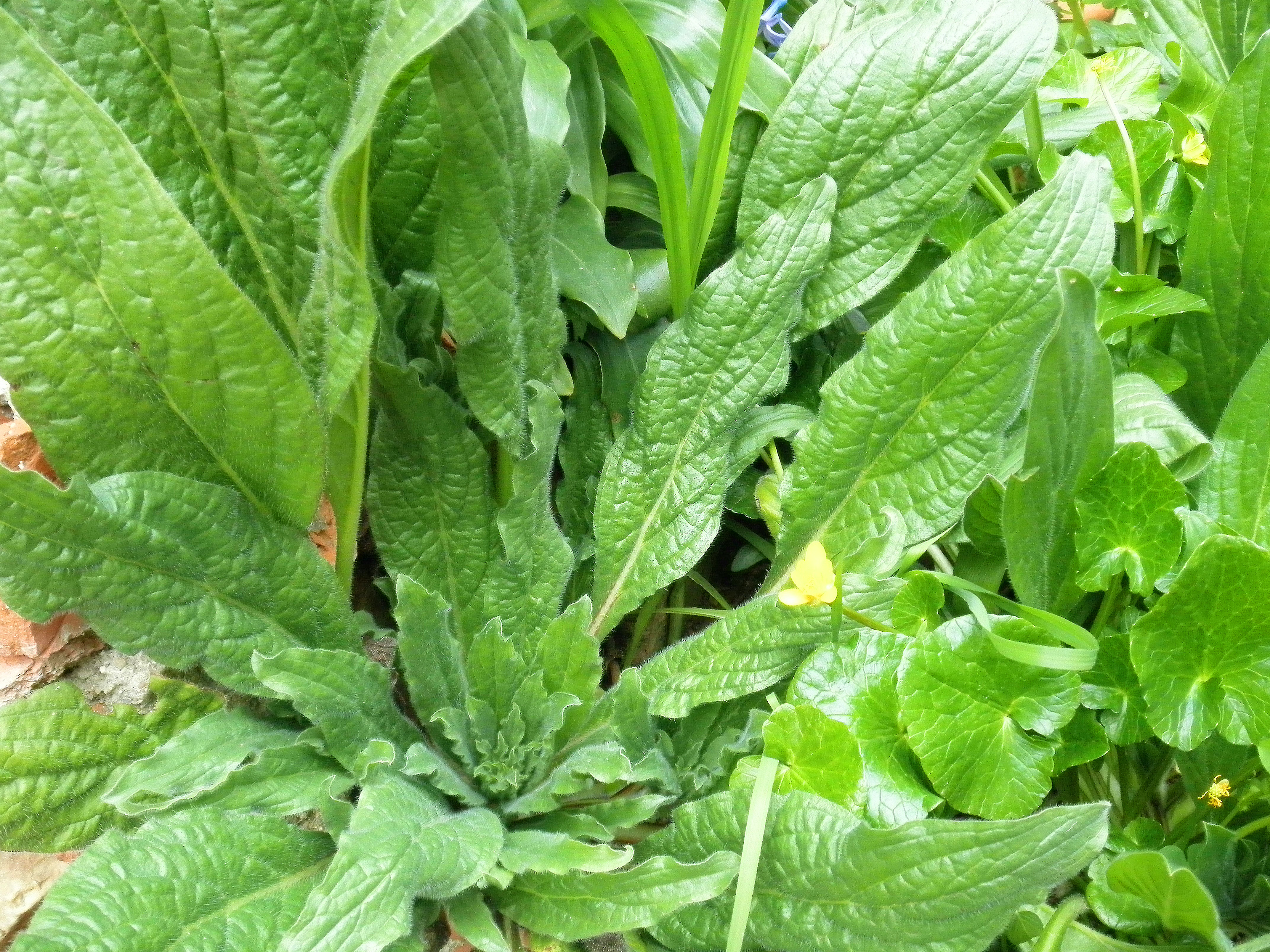
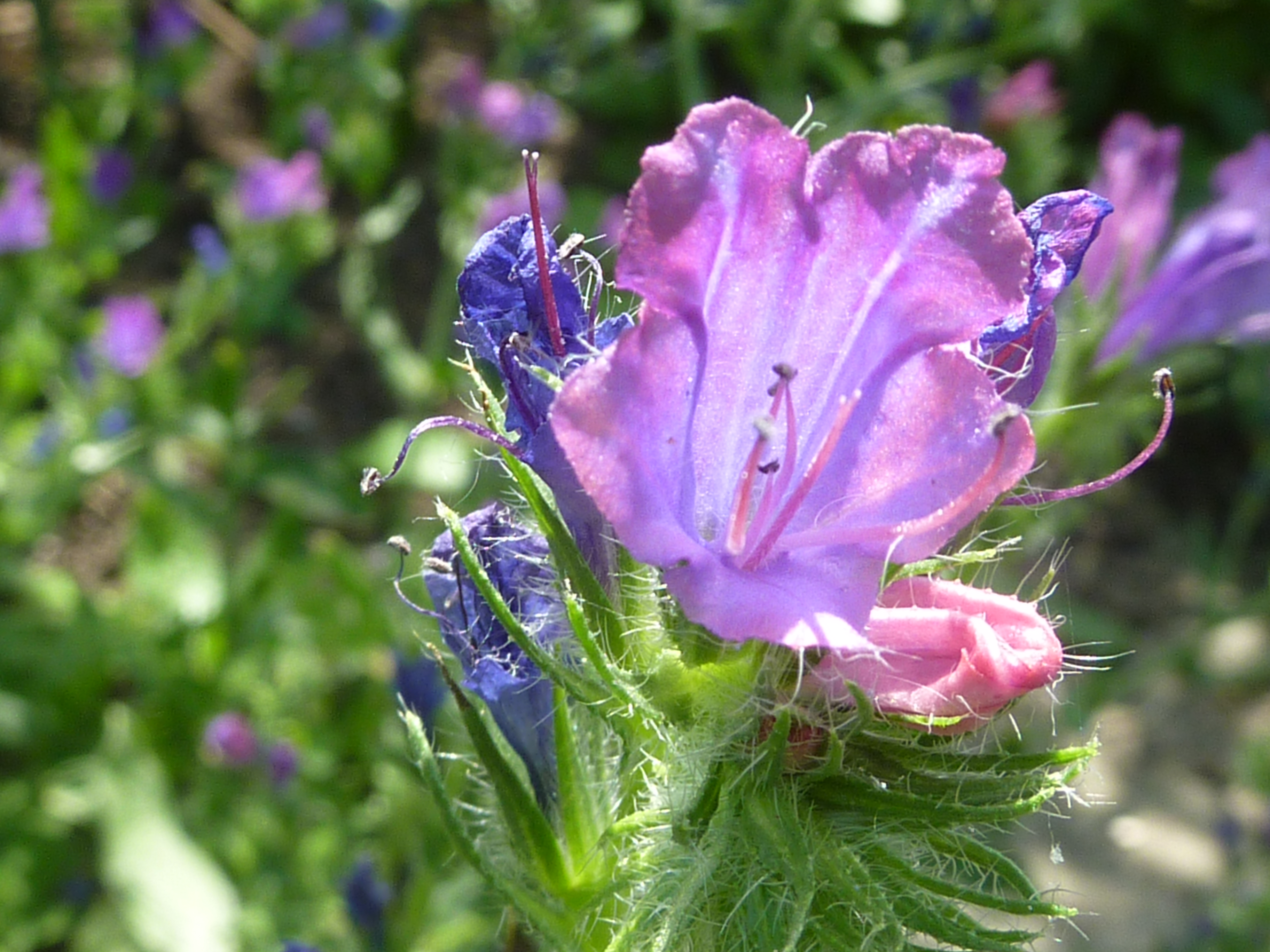